# 青山みつ紀
青山 みつ紀（あおやま みつき）は、日本の女性歌手。北海道帯広市出身。

## 来歴
- 小学2年で歌手を決意。2009年の帯広三条高校卒業後に上京し、東京都内の音楽専門学校で学ぶ。とかち観光大使も務める。[1]

　　153cmという小さな身体から発せられるパワフルで特徴のある歌声が魅力。
　　Dance、POPから正当派バラードまで、ジャンルを超え、世代を超えて愛される新世代のボーカリスト。
- 2012年の市成人式で新成人を代表して歌を披露するほか、都内のクラブでDJやMC活動も行なう。
- 2017年2月より歌手に専念し、ロンドン、パリ、ニューヨークのストリートでも歌唱。
- 2018年に長岡成貢プロデュースによる1stミニ・アルバム『Naturally』を発表。[2]
- 2019年10月に2ndミニ・アルバム『Secret』をリリース。[3]
- 2021年1月29日『Beautiful day』をリリース。
- 2021年3月31日『Sunday (feat. 財部亮治)』をリリース。
- 2021年7月30日『Flower』をリリース。
- 2022年1月28日『omajinai』をリリース。[4]

## ディスコグラフィ
- Naturally（ナチュラリー）（2018/07/20）　
  1. Depend of me（作詞：青山みつ紀、夏ノ芹子、リン・ホブディ / 作曲・編曲：長岡成貢）
  2. 笑って（作詞：夏ノ芹子 / 作曲・編曲：長岡成貢）
  3. トウキョウノカゼ（作詞：森浩美 / 作曲・編曲：長岡成貢）　
  4. Naturally（作詞：溝口貴紀 / 作曲・編曲：長岡成貢）
  5. My Angel（作詞・作曲・：青山みつ紀 / 編曲：長岡成貢）

- Secret（シークレット）（2019/10/30）
  1. If You Can Dream It...（作詞/作曲/編曲:長岡成貢）
  2. Now On Revolution（作詞:溝口貴紀 作曲/編曲:長岡成貢）
  3. Secret（作詞:夏ノ芹子 作曲/編曲:長岡成貢）
  4. Key to Happiness（作詞:リン・ホブディ 作曲/編曲:長岡成貢）
  5. Starry Night（作詞:青山みつ紀 作曲:A-dream）

- Beautiful day （2021/01/29）
- Sunday (feat. 財部亮治) （2021/3/31）
- Flower （2021/7/30）
- omajinai （2022/1/28）
- Paradise （2022/6/22）
- In Your Driving（2022/9/14）
- I Wish（2022/12/21）
  1. I Wish
  2. In Your Driving
  3. Paradise
  4. Omajinai

## 出演

### ラジオ
- 「青山みつ紀のKey to happiness」（毎週日曜 16:00 - 17:00）（エフエムおびひろ）